# Podhranjenost
Podhranjenost je stanje, ki je posledica uživanja hrane, v kateri je količina hranil premajhna ali prevelika v takšnem obsegu, da povzroča zdravstvene težave. Do podhranjenosti lahko privede pomanjkanje določenih hranil, in sicer beljakovin, ogljikovih hidratov, vitaminov ali mineralov, lahko pa gre za vnos hrane z naploh premalo kalorijami. Podhranjenost ali nedohranjenost je tako posledica vnosa premalo kalorij, beljakovin ali mikrohranil; nasprotje je prenahranjenost. Če se stanje podhranjenosti pojavi med nosečnostjo ali pred 2. letom starosti, lahko sledijo stalne težave s telesnim in duševnim razvojem. Skrajna podhranjenost, znana kot stradanje, se lahko kaže s simptomi, kot so nizka rast, drobno telo, nizka energijska raven, otekline nog in trebuha. Ljudje pogosto zbolijo zaradi okužb in jih zebe. Znaki pomanjkanja mikrohranil so odvisni od tega, katero mikrohranilo manjka.
Podhranjenost najpogosteje nastane, ker ljudje nimajo na voljo dovolj kakovostnehrane. To je pogosto povezano z visokimi cenami hrane in revščino. K podhranjenosti prispeva premalo dojenja in mnoge okužbe, kot so gastroenteritis, pljučnica, malarija in vodene koze, ki povečajo potrebno po hranilih. Obstajata dva glavna tipa podhranjenosti: beljakovinsko-energijska podhranjenost in prehranska pomanjkljivost. Beljakovinsko-energijska podhranjenost ima dve hudi obliki: marazem (pomanjkanje beljakovin in kalorij) in kvašiorkor (pomanjkanje samo beljakovin). Mikrohranila, ki jih pogosto ni dovolj, so železo, jod in vitamin A. Med nosečnostjo je zaradi povečanih potreb pomajkanje še pogostejše. V nekaterih razvitih državah se skupaj s prekomerno prehranjenostjo v obliki debelosti v isti skupnosti pojavlja tudi podhranjenost. Drugi vzroki podhranjenosti so nervozna anoreksija in bariatrična kirurgija. Pri starejših je podhranjenost pogostejša zaradi fizičnih, psiholoških in socialnih dejavnikov.
Napori za izboljšanje prehranjenosti so najučinkovitejša oblika razvojne pomoči. Dojenje lahko zmanjša delež podhranjenih otrok in njihovo smrtnost, promocija dojenja poveča delež dojenih otrok. Pri majhnih otrocih je rezultat boljši, če se jim v starosti od 6 mesecev do 2 let poleg dojenja zagotovi še drugo hrano. Nadomeščanje številnih mikrohranil med nosečnostjo in med otroci v deželah v razvoju je učinkovito.
Učinkovita načina za zagotavljanje hrane ljudem, ki jo potrebujejo, sta dobava hrane in zagotavljanje denarja, s katerim si lahko kupijo hrano na lokalnih tržnicah. Hranjenje ljudi v šolah ni dovolj. Oskrba hudo podhranjene osebe na njenem domu je z vnaprej pripravljeno terapevtsko hrano možna večino časa. Pri osebah, ki imajo poleg hude podhranjenosti tudi druge zdravstvene težave, se priporoča zdravljenje v bolnišnici. To pogosto vključuje urejanje nizke ravni krvnega sladkorja, podhlajenosti, dehidracije in stopenjsko hranjenje. Rutinska uporaba antibiotikov je navadno priporočena zaradi visokega tveganja okužb. Dolgoročni ukrepi vključujejo izboljšanje kmetijske prakse, zmanjševanje revščine, izboljševanje sanitarnih razmer in opolnomočenje žensk.
Leta 2010 je bilo na svetu 925 milijonov podhranjenih ljudi; od leta 1990 se je število povečalo za 80 milijonov. Milijardi ljudi primanjkuje vitaminov in mineralov. Zaradi beljakovinsko-energijske podhranjenosti je bilo leta 1990 zabeleženih 883.000 smrti, leta 2010 pa 600.000. Druga prehranska pomanjkanja, kot so pomanjkanje joda in anemija zaradi pomanjkanja železa, so povzročile smrt dodatnih 84.000 ljudi. Podhranjenost, kot je bila leta 2010, je obsegala 1,4 % izgubljenih »zdravih« let življenja. Tretjina otrok umre zaradi podhranjenosti, vendar to pogosto ni navedeno kot vzrok smrti. Leta 2010 je podhranjenost prispevala k 1,5 milijona smrti žensk in otrok. Nekatere ocene so višje od 3 milijonov. Dodatnih 165 milijonov otok zaostaja v rasti zaradi bolezni. Podhranjenost je pogostejša v deželah v razvoju.

## Definicija
Neustrezno prehranjenost (malnutricijo) povzroči uživanje hrane, v kateri je hranil premalo ali preveč v takšnem obsegu, da povzroči zdravstvene težave. To je kategorija bolezni, ki vključujejo podhranjenost in prenahranjenost. Prenahranjenost lahko vodi v prekomerno telesno težo in debelost.
Malnutricija pogosto pomeni le podhranjenost. Podhranjenost se včasih uporablja kot sinonim za beljakovinsko-energijsko podhranjenost. Drugi vključujejo v definicijo podhranjenosti tudi pomanjkanje mikrohranil. To se razlikuje od omejitve kaloričnega vnosa, kjer omejitev kalorij ne vodi do negativnih učinkov na zdravje. Hipoalimentacija pomeni premajhno hranjenje.
Podhranjenost obsega zastoj rasti, hujšanje in pomanjkanje osnovnih vitaminov in mineralov (mikrohranil). Termin lakota, ki opisuje občutek neugodja zaradi neuživanja hrane, opisuje podhranjenost, posebno v povezavi z negotovim dostopom do hrane.
Termin huda podhranjenost ali huda malnutricija se navadno navezuje na beljakovinsko-energijsko podhranjenost. Ta je pogosto povezana s pomanjkanjem mikrohranil. Njeni obliki sta kvašiorkor in marazem ter sta navadno prisotni sočasno.
Vzrok kvašiorkorja je neprimeren vnos beljakovin, čemur sledi nizka koncentracija aminokislin v organizmu. Glavni znaki so otekline, hujšanje, povečanje jeter, hipoalbuminemija, steatoza in včasih depigmentacija kože in las. Kvašiorkor označuje otekanje okončin in trebuha, kar lahko prikriva dejansko stanje prehranjenosti.
Vzrok marazma je neprimeren vnos beljakovin in energije. Glavni znaki so hudo hujšanje, z malo ali celo brez edemov, minimalni delež podkožne maščobe, huda izguba mišične mase in nenormalne ravni serumskih albuminov. Marazem se lahko pojavi kot posledica dolgotrajnega načina prehranjevanja s premajhnim vnosom energije in beljakovin. Presnova se prilagodi, da podaljša preživetje. Marazem je tradicionalno prisoten tam, kjer so ljudje izstradani zaradi lakote, ali v hudih primerih neješčosti. Stanje označuje ekstremna izguba mišic in mršav videz.

## Podhranjenost v revnih deželah
Podhranjenost je pogosta zdravstvena težava zlasti v državah v razvoju. Za to je kriv niz različnih razlogov:
- struktura prebivalstva,
- vojne,
- nizka stopnja izobrazbe,
- korupcija,
- prenaseljenost,
- ujme ...

V večini primerov je prisotnih več od zgoraj navedenih vzrokov. V državah tretjega sveta umre dnevno od 20.000 do 100.000 ljudi zaradi neposrednih ali posrednih posledic podhranjenosti. Točni podatki niso dosegljivi, saj vlade teh držav ne navajajo dosledno natančnih vzrokov smrti.

### Diagnosticiranje
Sodelavci dobrodelne organizacije Zdravniki brez meja uporabljajo za takojšnjo diagnozo podhranjenosti meritev obsega nadlakti. Te metode se poslužujejo zlasti pri otrocih. Če je obseg otrokove nadlakti manjši od 12,5 centimetra, zdravnik diagnosticira podhranjenost. Otroka v tem primeru sprejmejo v poseben center, kjer skrbijo za njegovo prehrano in zdravstvene težave.

## Podhranjenost v razvitem svetu
V razvitem svetu so vzroki za podhranjenost drugi, saj je na teh območjih hrana praviloma vsem dosegljiva. Podhranjenost je v tem primeru posledica bolezni, kot sta nervozna anoreksija in bulimija. Lahko pa je podhranjenost namerno povzročena, na primer pri gladovni stavki.
Podhranjenost zaradi pomanjkanja hrane je bila v razvitem svetu do nedavnega zelo redka, vendar v zadnjih dvajsetih letih zopet postaja aktualen problem. Zaradi večanja razlik med revnimi in bogatimi je vse več ljudi, ki nimajo denarnih sredstev za ustrezno prehrano (na primer brezdomci). V posameznih primerih se pojavlja podhranjenost pri otrocih, katerih starši jih zlorabljajo, jim namerno odtegujejo hrano ali jih zanemarjajo. Zaradi zanemarjanja prihaja do primerov podhranjenosti tudi v domovih za ostarele in negovalnih domovih.

## Podhranjenost pri starostnikih
Starostnik ima zvišano stopnjo presnove pri poškodbah in boleznih. Predvsem je v ospredju primanjkljaj beljakovin. Prav prenizek vnos beljakovin je najpogostejša oblika podhranjenosti pri starostnikih, ki pa je prepogosto spregledana.
Najvišja pojavnost podhranjenosti je pri kronično bolnih in pri tistih, ki bivajo v okviru različnih institucij. Ameriški podatki kažejo, da ima 16 % starostnikov dnevni vnos hranil manj kot 1.000 kcal, kar ne zadošča njihovim potrebam. 40 % starostnikov ima premajhen vnos treh ali več hranilnih snovi. S problemom podhranjenosti se srečujemo tudi pri 12-50 % bolnikov v akutni bolnišnični oskrbi in pri 25-60 % bolnikov, ki so v dolgotrajni oskrbi.
Vendar pa tudi previsoki energijski vnosi oz. previsoki vnosi posameznih hranil vodijo do bolezenskih stanj (povišan nivo krvnih maščob, hipervitaminoza, debelost ...). Zavedati se moramo, da je tudi debel pacient lahko podhranjen.

### Patofiziologija
Beljkovinsko-energijska podhranjenost je posledica neprimernega vnosa hrane (npr. stradanje) ali je povezana s fiziološkimi mehanizmi, ki se aktivirajo ob pojavu bolezni in vplivajo na presnovo in sestavo telesa ter apetit (npr. kaheksija). Pri premajhnem vnosu hrane (primarno kalorično pomanjkanje) se telo prilagodi tako, da porablja maščobne zaloge in ne izkorišča beljakovin in mišic. Fiziološke spremembe so povratne – ko se povečata vnos hranil in aktivnost, se izboljša prehransko stanje. Kaheksijo označuje faza akutnega vnetnega odgovora, ki je povezan s povišanimi vnetnimi posredniki (TNF-a in IL-6) in povečano razgradnjo beljakovin in mišic. Za izboljšanje stanja ni dovolj le povečati vnosa hrane. Čeprav je kaheksija navadno povezana s specifičnimi kroničnimi bolezenskimi stanji (npr. rak, okužba), se lahko pri starejših razvije tudi brez očitnega vzroka. Te fiziološke spremembe so spremenljive. Treba je biti pozoren pri načrtovanju zmanjševanja izgube telesne teže in funkcijskega upada, ki pogosto spremljata kaheksijo.

### Etiologija
Do podhranjenosti pri starostnikih pride zaradi različnih delavnikov.
Družbenoekonomski dejavniki
Prehrana je odvisna od višine rednih finančnih prejemkov starostnikov. Tisti z nižjo pokojnino si težje privoščijo kakovostno hrano, imajo večje težave pri nakupovanju hrane. Poleg tega imajo lahko starostniki okrnjen dostop do hrane zaradi socialne izoliranosti, slabih možnosti shranjevanja hrane, neustrezne kuhinje.
Problem je lahko tudi v pomanjkanju znanja o prehranjevanju. Veliko starostnikov je odvisnih od drugih oseb, ki skrbijo zanje (skrbniki, institucije).
Fiziološki dejavniki
Starostniki imajo zmanjšano moč oziroma aerobno zmogljivost telesa. Obenem imajo zmanjšane gibalne sposobnosti zaradi bolezni, kot sta artritis in možganska kap.
Oslabi jim voh, okus in vid, kar starostniki občutijo kot slabši okus hrane, hrana jim ne diši več tako kot nekoč. Dolgoletno kajenje, slaba skrb za ustno higieno, spremenjena presnova in druge bolezni, med katere spadajo tudi kronične, dodatno poslabšajo apetit.
Slabo zobovje, kserostomija (suhost ustne votline zaradi zmanjšanega izločanja sline), disfagija (oteženo požiranje) nastalo zaradi kapi ali druge nevrološke motnje, kot tudi ezofagealna bolečina, nastala zaradi kandidiaze, poslabšajo vnos hrane.
Malabsorpcija, ki je nastala zaradi insuficience pankreasa, kot tudi malabsorpcija pri celiakiji, lahko pripomore k nastanku podhranjenosti.
Starostno se pojavi oteženo hranjenje, zlasti zaradi tremorja, ki je nastal po kapi, pri Parkinsonovi bolezni ali drugi bolezni. Pri Parkinsonovi bolezni je zaradi povečanega metabolizma dodatno telesno stanje dodatno poslabšano.
Zdravila, ki jih starostniki prejemajo, lahko pripomorejo k razvoju podhranjenosti. Ob jemanju določenih antibiotikov, teofilina in aspirina se kot stranski učinek pojavlja slabost, ki zmanjša vnos hrane. Nekatera zdravila povzročajo izgubo teže (npr. digoksin, hidralazin, psihoaktivne snovi), druga spodbudijo presnovo (npr. teofilin, tiroksin), nekatera pa povzročijo malabsorpcijo (npr. holestiramin). Do izgube teže pride pri ukinitvi določenih zdravil (npr. anksiolitikov, psihoaktivnih snovi). Na starostnikovo težo vplivajo tudi NSAR, SSRI, opiati, levodopa, metformin, železo …
Podhranjenost lahko povzročijo tudi Addisonova bolezen, maligna obolenja, žočni kamni, kronične okužbe, (npr. tuberkuloza, driska povzročena z bakterijo Clostridium difficile, okužba s Helicobacter pylori), kronična obstruktivna pljučna bolezen, hiperkaliemija, hipertiroidizem, feokromocitom, prekomerno uživanje alkohola in razne diete.
Psihološki dejavniki
Eden izmed najpogostejših vzrokov je depresija. Pri starostnikih se depresija pogosteje kaže z izgubo teže kot pri mlajših osebah.
Nekateri starostniki ostanejo sami, izgubijo voljo do življenja in posledično voljo do priprave hrane in prehranjevanja.
Nervozna anoreksija se prav tako lahko pojavlja pri starejših. Čeprav morda velja prepričanje, da je neustrezna percepcija lastnega telesa in zmanjšan vnos hrane predvsem problem mladih, opažajo v zadnjem času porast tega problema tudi med starostniki. Ogroženi so predvsem tisti, ki so že v obdobju adolescence imeli težave z motnjami hranjenja. Kadar težave privedejo do resne izgube telesne teže govorimo o tardivni anoreksiji.
Problemi se lahko pojavijo pri dementnih bolnikih, ki preprosto pozabijo jesti. Zgodi se lahko tudi ravno nasprotno, oboleli za demenco pozabijo, koliko so pojedli in pride do prekomernega dnevnega vnosa hrane.
Težave s prehranjevanjem, poleg naštetih, povzročijo tudi izguba ljubljene osebe, tesnoba, preganjavica, manija in prisotnost strahu.
Akutna bolezen ali hospitalizacija
Do podhranjenosti pri starostnikih, ki bivajo v različnih ustanovah ali so akutno zboleli, pride zaradi preslabega spremljanja vnosa hranil in telesne teže starostnika, zaradi neupoštevanja presnovnih potreb starejših, pri iatrogenem stradanju (potrebno je biti na tešče za določene preiskave) in ko je prepozno uvedena prehranska podpora.

### Diagnoza
Ocena prehranskega stanja starostnika je zapletena in tesno povezana z natančno anamnezo (tudi heteroanamnezo) in kliničnim pregledom.
Anamneza mora biti natančna, zanimajo nas starostnikove prehranjevalne navade in njihove spremembe, morebitna nihanja telesne teže, spremembe apetita in delovanja prebavil. Vprašamo po prisotnosti težav pri požiranju, spremembi okušanja, slabosti, bruhanju, bolečinah, aspiraciji ali regurgitaciji hrane (povratnega zatekanja hrane iz želodca).
Klinični pregled vključuje meritev indeksa telesne mase, oceno mišične mase in podkožnih zalog maščevja (debelina kožne gube, mišični obseg, prisotnost atrofij mišic), oceno hidracije (kožni turgor), ugotavljanje prisotnosti edemov in ascitesa, inspekcijo in oceno znakov hipovitaminoz (dermatitis, glositis). Pri bolnikih, ki jih zdravimo z zdravili, iščemo znake interakcij zdravil z učinkom na delovanje prebavil (driska, zaprtje, slabost).
Natančno spremljanje telesne teže, ki odraža neravnovesje med vnosom kalorij ter energijsko porabo je najlažja metoda za ugotavljanje podhranjenosti. Izguba telesne teže za 5 % glede na prvotno težo bolnika je povezana s povečano umrljivostjo, zato jo moramo odkriti in preprečiti nadaljevanje izgub. Zmanjšanje telesne teže za 10 % zaradi bolezenskega stanja pomeni slabši klinični izid, izguba 15-20 % ali več telesne teže pa kaže na hudo podhranjenost. Posebej moramo biti pozorni na spremembo telesne teže pri hospitaliziranih pacientih in jih redno tehtati.
Poleg pridobljenih podatkov si pri diagnostiki pomagamo še z laboratorijskimi rezultati koncentracije beljakovin in števila levkocitov v krvi. Biokemične in imunološke meritve albuminov, transferina in limfocitov niso specifični označevalci podhranjenosti, vendar nam dajejo informacijo o prognozi. Pri izgubi telesne teže za več kot 20 % znaša vrednost serumskega albumina manj kot 21g/L, transferina manj kot 1g/L in celokupno število limfocitov manj kot 800/μL. To kaže na hudo beljakovinsko podhranjenost.
Pred zdravljenjem poskušamo najti vzroke, ki so pripeljali do podhranjenosti in jih zdraviti. Pri starostnikih je vzrokov pogosto več in so težje opredeljivi. Raziskave kažejo, da so najpogostejši vzroki izgube telesne teže starostnikov depresija, gastrointestinalna obolenja (peptični ulkus in motnje motilitete) in maligne bolezni.
Večinoma diagnosticirajo vzrok z anamnezo, telesnim pregledom in osnovnimi laboratorijskimi testi (analiza urina, kompletna krvna slika, serumski elektroliti, ledvična, jetrna in ščitnična funkcija, pregled blata na prisotnost krvi in rentgensko slikanje prsnega koša). Če ne najdejo vzroka, smernice priporočajo opazovanje in spremljanje.

### Presejanje
S pomočjo presejanja lahko prepoznajo bolnike s tveganjem za razvoj podhranjenosti in bolnike, pri katerih je podhranjenost že prisotna. Pri prvih lahko zgodnji ukrepi prehranske podpore preprečijo razvoj podhranjenosti, pri drugih pa lahko izboljšamo prehranjenost bolnikov.
Dva najpomembnejša testa, ki se uporabljata za presejanje sta:
- vprašalnik MPP (mini prehranski pregled; angleško: MNA, Mini Nutritional Assessment) - večinoma se uporablja za presejanje starejše populacije,
- vprašalnik SCALES (sadness [žalost], cholesterol level [raven holesterola], albumin level [raven albuminov], loss of weight [izguba telesne teže], eating problems [težave z uživanjem hranje], shopping and food preparation problems [težave z nabavo in pripravo hrane]) se uporablja pri hospitaliziranih bolnikih z gastrointestinalnimi težavami.

### Zdravljenje podhranjenosti
Starejše osebe, ki ne zadostijo svojim kaloričnim ter beljakovinskim zahtevam, potrebujejo prehransko podporo. Bolniki pogosto ne vnašajo zadostnih količin hranil, ali pa imajo pomanjkanje nekaterih nujno potrebnih vitaminov ali mineralov. Pri zdravljenju je nujno potrebno poiskati vzrok podhranjenosti in ga tudi, če je možno, vzročno zdraviti.
Dnevni vnos kalorij naj bo okrog 60 kcal/kg telesne teže, od tega 1,2−2 g beljakovin/kg telesne teže. Hranila najprej poskusimo nadomestiti z ustrezno in uravnoteženo prehrano, ki ima dovolj visoko kalorično vrednost in zadostno prisotnost mikroelementov in vitaminov. Hrana naj se vnaša peroralno. Če bolniki ne zmorejo prežvečiti hrane, naj se uporablja tekoča hrana.
Pri zdravljenju podhranjenosti so zelo pomembni svojci.
Hrana naj bo v več obrokih in takšna, ki jo bolniki radi uživajo. Zdravniki naj ne omejujejo vnosa soli in maščob. Obroki naj ne bodo diabetični, saj je to pogost vzrok podhranjenosti. Pomembno je tudi dodajanje beljakovinskih in kaloričnih dodatkov, če želen vnos kalorij ni dosežen; in dodajanje multivitaminskih pripravkov.
Če ti ukrepi niso uspešni, pridejo v poštev farmakološki pristopi. Bolnikom lahko pomagajo s stimulatorji apetita in anabolnimi hormoni. Če je vzrok podhranjenosti določena bolezen, jo zdravijo vzročno. Pri starejših ljudeh se pogosto pojavi podhranjenost, povezana z depresijo. Depresijo zdravijo z antidepresivi, ali pa bolnika napotijo na psihiatrično obravnavo.
Fizična aktivnost dokazano pozitivno vpliva na apetit in fukcionalni status. Priporočljivo je vključevanje bolnika k izvajanju fizične aktivnosti, seveda do te mere, kjer ni večje možnosti poškodb.
Hude oblike podhranjenosti je nujno potrebno zdraviti v bolnišnici. Sprva je pomembno popraviti elektrolitsko in tekočinsko ravnovesje, ter začeti zdraviti okužbe oziroma druga stanja, ki so privedla do podhranjenosti. Sledi vnos hranil, če je le možno, s peroralnim načinom hranjenja. Če to ni mogoče, dodajamo hranila preko nazogastrične sonde ali preko gastrostome. Parenteralna prehrana je indicirana pri izredno hudih oblikah podhranjenosti in pri tistih, ki ne prenašajo enteralnega hranjenja. V kolikor se odločijo za parenteralno prehrano, je na voljo dostop preko perifernih ali preko centralnih ven. Čeprav lahko pride do nevarnih zapletov, se bolj priporoča dostop preko centralnih ven (podključnična vena ali notranja jugularna vena), saj se lahko dodajajo večje koncentracije npr. aminokislin ter dekstroze, ki se v periferne vene ne smejo dajati. Bolniki parenteralno prehrano dobro prenašajo, možno jo je dobro in natančno regulirati, prav tako bolnik nima tveganja za aspiracijo. Težave, ki se lahko pojavijo, so povezane predvsem z okužbo ob vstavljenem katetru.

### Zapleti zdravljenja
Zdravljenje podhranjenosti se lahko zaplete. »Reefeeding« sindrom« se kaže s presežkom tekočine v telesu, elektrolitskim primanjkljajem, hiperglikemijo, motnjami srčnega ritma, drisko. Ta je običajno milejše oblike in hitro izgine. Ker podhranjenost moti ledvično in srčno funkcijo, hidracija povzroči volumsko preobremenitev srčnožilnega sistema. Zdravljenje zmanjša zunajcelični kalij in magnezij. Pomanjkanje teh ionov vodi v aritmije. Metabolizem ogljikovih hidratov med zdravljenjem stimulira inzulin. Ta povzroča premik fosfata v celice. Hipofosfatemija povzroča mišično šibkost, parestezije, komo ali aritmije. Ker se nivo fosfata med zdravljenje močno spreminja, je potrebno natančno spremljati njegov nivo v krvi. Med zdravljenjem lahko postane endogeni inzulin neučinkovit, kar vodi v hiperglikemijo. Pride lahko do dehidracije in hiperosmolarnosti. Možen je tudi pojav prekatnih motenj ritma. Nadomeščanje hrane pri podhranjenih povzroči padec krvnega tlaka, čemur lahko sledijo sinkope, ki povečajo tveganje za padce. Padec krvnega tlaka povzroča hrana, bogata z ogljikovimi hidrati, saj se iz nje sprošča vazodilatorni kalcitoninu podoben peptid.
Kakršnokoli zdravljenje preko sonde poveča tveganje aspiracije. Zadnje študije so pokazale, da je dolgotrajnejše zdravljenje s sondo povezano s številnimi zapleti, zato je prognoza bolezni enaka ali slabša kot pri tistih, kjer ni uporabljena sonda. Pomembno je torej, da se natančno določi, kateri bolniki bodo imeli korist od nje.

### Posebne prehranske zahteve
Zlom kolka
Raziskave kažejo, da je kar polovica starejših bolnikov z zlomom kolka podhranjenih. Prav tako je pogost nezadosten prostovoljni vnos hrane po operaciji zaradi zloma kolka in ne zagotavlja povečanih potreb po energiji, beljakovinah in mikrohranilih. Tako je priporočeno pri teh starostnikih uvesti peroralne prehranske dodatke, saj ugodno vplivajo na rehabilitacijo in zmanjšajo število zapletov. Enteralna prehrana se uvede zgolj pri zelo podhranjenih bolnikih z močno zmanjšanim vnosom hranil.
Depresija
Depresija je eden najpogostejših vzrokov podhranjenosti pri starostnikih. Uporaba enteralne prehrane, predvsem s peroralnimi prehranskimi dodatki, je priporočena kot podporna terapija bolnikov z depresijo, še v zlasti v zgodnji fazi, ko sta prisotni huda anoreksija in izguba motivacije. Tako lahko preprečimo ali zmanjšamo razvoj podhranjenosti.
Demenca
Pri bolnikih z demenco lahko uporaba enteralne prehrane (peroralni prehranski dodatki ali sondno hranjenje) izboljša prehransko stanje. Med zgodnjo in zmerno demenco se ta oblika hranjenja priporoča, saj s tem zagotovimo zadosten vnos energije in hranil ter preprečujemo podhranjenost. Pri bolnikih s terminalno demenco hranjenje preko hranilne sonde ni indicirano, saj je povečano tveganje aspiracije in ostalih zapletov.
Nevrološka disfagija
Pri starostnikih z motnjami požiranja zaradi nevroloških vzrokov je priporočljivo uvesti zgodnje enteralno hranjenje. Če predvidevajo, da bo zdravljenje trajalo več kot 4 tedne, uporabijo raje perkutano endoskopsko gastrostomo (PEG), ker jo spremlja manj zapletov.
Bolnike s hudo nevrološko disfagijo čim prej začnejo hraniti po sondi. Enteralno hranjenje mora hkrati spremljati intenzivna fizioterapija za izboljšanje požiranja, dokler ne dosežejo varnega in zadostnega peroralnega vnosa normalne hrane.